# Ernst Friedrich Carl von Hanstein
Ernst Friedrich Carl von Hanstein (* 11. Februar 1735 in Egenstedt; † 17. März 1802 in Danzig)
war ein preußischer Generalleutnant und Chef des Infanterieregiments Nr. 51.

## Leben

### Herkunft
Ernst Friedrich Carl war der Sohn von Thilo Heinrich von Hanstein (* 29. Juni 1703; † 23. August 1777), preußischer Oberstleutnant im Husarenregiment „von Czettritz“ Nr. 1 und Herr auf Unterstein und Bornhagen und dessen Ehefrau Dorothea, geborene von Rosenow (* 6. Februar 1702 in Emmersleben; † 6. Mai 1768 in Unterstein).

### Militärkarriere
Hanstein wurde 1751 als Gefreiterkorporal im Infanterieregiment „von Anhalt-Dessau“ Nr. 22 der Preußischen Armee angestellt. Dort wurde er 1754 Fähnrich und am 19. Oktober 1756 Sekondeleutnant. Als solcher nahm er am Feldzug 1756/63 an den Schlachten bei Prag, Kolin, Zorndorf, Landshut sowie den Belagerungen von Prag, Olmütz, Schweidnitz und Demmin teil. Zwischenzeitlich erfolgte am 12. April 1758 seine Beförderung zum Premierleutnant und seine Verwendung als Adjutant des Fürsten Moritz von Anhalt-Dessau.
Während der Belagerung von Schweidnitz führte er am 21. August 1762 ein Kommando von 120 Freiwilligen. Mit denen stürmte er einen bedeckten Weg und die Jaunicker Schanze. Mit seiner Truppe schütze er 300 eingesetzte Arbeiter. Dabei wurde ihm in den Arm geschossen und er erhielt einen Bajonettstich in die linke Hand und den Mund. Dafür wurde ihm am 13. Oktober 1762 den Orden Pour le Mérite verliehen. Die Verleihung wurde von Gotthold Ephraim Lessing vorgenommen, der zu dieser Zeit der Sekretär des die Belagerung von Schweidnitz kommandierenden Generals Tauentzin war. Hanstein kam dann als Stabskapitän am 2. September 1762 zum Grenadierbataillon „von Rothenburg“.
Am 6. November 1765 wurde Hanstein Kapitän und Chef einer Grenadierkompanie im Infanterieregiment „von Schenckendorff“ Nr. 22. Im Jahr darauf wurde Hanstein Flügeladjutant von Friedrich II. In dieser Stellung verblieb er die kommenden zehn Jahre und wurde zwischenzeitlich am 12. September 1770 Major befördert. Als solcher wurde er dann am 30. Juni 1776 Kommandeur des II. Bataillons des Infanterieregiments „von Zastrow“ Nr. 11. Als solcher machte er den Feldzug 1778/79 mit. Am 22. Mai 1781 zum Oberstleutnant befördert, übernahm Manstein am 14. Oktober 1781 als Kommandeur das Regiment. Er wurde dann am 8. Juni 1782 Oberst und trat in Vertretung von Joachim Friedrich von Stutterheim die Stellung als Inspekteur der Infanterie an. Nach drei Monaten übergab er die Geschäfte an Generalleutnant Heinrich Wilhelm von Anhalt. Friedrich II. ernannte Hanstein am 24. September 1784 zu seinem Generaladjutanten sowie zum Chef des Jägerkorps zu Pferde. Ende Juni 1787 wurde er dann Kommandeur des Infanterieregiments „von Schönfeld“ Nr. 30. Friedrich Wilhelm II. ernannte ihn am 28. Juli 1787 zum Amtshauptmann von Schlanstedt mit einem jährlichen Gehalt von 500 Talern sowie am 7. Februar 1789 zum Chef des Infanterieregiments „von Krockow“ Nr. 51. Kurz darauf folgte am 19. Mai 1789 die Beförderung zum Generalmajor. Mit seinem Regiment sowie vier Depotbataillonen und je 75 Pferden der Dragonerregimenter „von Borstel“ Nr. 9 und „von Rosenbusch“ Nr. 10 beteiligte sich Hanstein an der Belagerung von Danzig. Nach der Besetzung nahm er 1793 Quartier in der alten Hansestadt, wo er schließlich am 4. Januar 1795 zum Generalleutnant befördert wurde. Im Juni 1800 erhielt er für seine langjährigen Verdienste den Großen Roten Adlerorden und im Jahr darauf 2000 Taler Douceur.

### Familie
1780 heiratete Hanstein Christiane Friederike Ernestine, geborene von Hanstein (* 15. August 1753 in Wahlhausen; † 22. November 1797 in Danzig) aus dem Haus Wahlhausen-Unterhof. Sie war die Witwe des Oberst Wolfgang Friedrich von Woellwarth, der 1778 in Amerika gefallen war. Das Paar hatte folgende Kinder:
- Ernst Jakob Wilhelm (* 29. April 1781 in Königsberg; † März 1821 in Heiligenstadt), preußischer Premierleutnant a. D. im Infanterieregiment „Herzog von Braunschweig“ Nr. 21 ⚭  Luise von Hanstein aus dem Haus Wahlhausen
- Johanna Karoline Amalie Juliane Caroline (* 21. April 1783 in Königsberg; † 1855) ⚭ Major Carl Heinrich von Zastrow, Herr auf Barzlin († 1855)
- Friedrich Ludwig Karl (* 21. Dezember 1784 in Potsdam; † 22. Juli 1853), preußischer Kapitän im Regiment seines Vaters, Herr auf Wusseken[2]

⚭ Christiane von Hanstein aus dem Haus Wahlhausen,
⚭ 25. August 1812 Henriette Renate Charlotte von Kleist (* 6. Juli 1793)
- Karl Heinrich August (* 4. Oktober 1783 in Anklam; † 20. Februar 1857 in Danzig), preußischer Major a. D. ⚭ 1. August 1810 Caroline Juliane Elisabeth von Kleist (* 23. Mai 1791)[3] (Schwester von Henriette)
- August Friedrich Thilo (* 30. Mai 1789 in Marienburg; † 14. Oktober 1806 bei Auerstedt), zuletzt Fähnrich im Infanterieregiment „Herzog von Braunschweig“ Nr. 21
- Christiane Luise Wilhelmine (* 3. März 1793 in Marienburg; † 12. Februar 1872) ⚭  Wilhelm Franz von Bandemer (* 18. Februar 1789: † 7. März 1860) aus dem Haus Weitenhagen